# الربعة من بني مالك
قرية الربعة هي إحدى قرى وادي مهور بني مالك، وهي إحدى قرى بني سفيان من بني حرب، وتقع شمال مركز القريع، بحوالي كيلو متر واحد، وتتميز عن باقي القرى بمساحات شاسعة من الاملاك المنبسطة.